# スーパーグラス
スーパーグラス (Supergrass) は、イギリス・オックスフォード出身のロックバンド。

## 概要
1993年結成。90年代半ばのブリットポップ・ムーブメントから登場し、若さと勢い溢れるキャッチーなギターロックを鳴らして一躍人気を集めた。
ポップでエネルギッシュな音楽性を基調としながら、グラム、サイケ、ソウル、フォークロックなど様々なジャンルの要素を取り入れ、デビュー当初のポップ・パンク路線を大胆に変化させていったが、発表したアルバムのほとんどが全英チャートのトップテン入りするなど、ブリットポップ終焉後もイギリスを代表するバンドとして高い支持を集め、今日では多くのミュージシャンから影響を公言されている。
アルバム制作中の2010年、音楽性の違いを理由に解散することを突如発表し、17年に及ぶキャリアに終止符を打った。
2019年9月6日、サプライズで９年ぶりのライヴ・パフォーマンスを行い、活動再開した。

## メンバーと主な担当楽器
- ギャズ・クームス (Gaz Coombes, 1976年3月8日 - ) ボーカル、ギター

デビュー当時は、メンバー中最年少の18歳。その顔つきやトレードマークの長いもみあげから類人猿系のルックスながら、カルバン・クラインから下着モデルを依頼されるという逸話を持つ。2011年には、本国でトヨタ・ヤリスのCMに出演。バンド解散後はソロ活動を行っている。
- ダニー・ゴフィー (Danny Goffey, 1974年2月7日 - ) ドラムス、ボーカル

ザ・フーのキース・ムーン直系の激しいドラムプレイで、2004年のバンド・エイド20のドラムを担当するなど、その腕前は評価が高い。ザ・リバティーンズ周辺とも交流があり、一時期ベイビーシャンブルズにサポート加入していたこともある。2015年、「Vangoffey」としてソロデビューを果たす。
- ミック・クイン (Mick Quinn, 1969年12月17日 - ) ベース、ボーカル、コーラス

メンバー最年長。最初はミッキーと名乗っていたが、セカンド・アルバム発表時からはミックに改名した。ベースのほかにボーカルやコーラスも担当している。解散後は、自らのバンド「dBバンド」として活動してするほか、スワーヴドライヴァーのサポートメンバーとしても活動している。
- ロブ・クームス (Rob Coombes, 1972年4月27日 - ) キーボード

ギャズの兄。キーボード・プレイヤーとして活動初期からバンドに参加。セカンド・アルバムからは作曲者のクレジットにも名を連ねるなど準メンバー扱いだったが、2002年に正式メンバー入りしている。
サポート・メンバー
- チャーリー・クームス (Charly Coombes, 1980年12月27日 - ) ギター、コーラス、タンバリン

ギャズとロブの弟。22-20sのキーボード・プレイヤーだったが、22-20s解散後の2005年、ライヴのサポート・メンバーとして参加した。自らのバンド「チャーリー・クームス&ザ・ニュー・ブリード」を率いて活動していたが、近年はソロや映像作家としても活動中。

## 来歴

### 1990年代
1991年
- スーパーグラスの前身バンド「ザ・ジェニファーズ」結成。メンバーには、当時15歳のギャレス・クームス（後にギャズと改名）と17歳のダニー・ゴフィーのほか、ダニーの兄ニック（後に映像作家に転身して、スーパーグラスやケミカル・ブラザーズ、オアシスなど多くのバンドのPVを手がけている）とベーシストのアンディ・デイヴィスの4人が在籍していた。

1992年
- 7月20日、スウェードを輩出したことで知られるヌード・レコードから、ジェニファーズ唯一のシングル「Just Got Back Today」をリリース。ちなみに当時ギャズは16歳だったため、契約書には母親が代わりにサインしたという。

1993年
- セールス的にはそれほど成功しないまま、ジェニファーズは解散。ギャズとダニーは、解散後も共に活動を続けることを確認する。
- 2月、ギャズ（とダニー）は、アルバイト先で知り合ったミッキー・クイン（後にミックと改名）を誘い「Theodore Supergrass」結成。すぐにセオドアは取れて、バンド名はスーパーグラスになった。
- 10月30日、オックスフォードでスーパーグラスとして初めてのライヴを行う。

1994年
- 8月、オックスフォードのインディーレーベルから「コウト・バイ・ザ・ファズ」を限定リリース。これがきっかけとなり、EMI傘下のパーロフォンと10年間でアルバム6枚分という異例の長期契約を結ぶ。
- 9月21日、ライドのオープニングアクトとして、メジャーデビュー前にしてロイヤル・アルバート・ホールでの演奏を果たす。
- 9月 - 10月、シェッド・セヴンのUKツアー全27公演に参加し、全英各地を回る。
- 10月7日、ブラーのロンドン公演にパルプらと並んでオープニングアクトとして出演。
- 10月17日、シングル「コウト・バイ・ザ・ファズ」でメジャー・デビュー。『NME』と『メロディ・メイカー』からシングル・オブ・ザ・ウィークに選ばれ、全英チャート43位を記録。

1995年
- 2月6日、2ndシングル「マンサイズ・ルースター」をリリース。全英20位を記録。
- 2月12日、レディオヘッドのオックスフォード公演にオープニングアクトとして出演。
- 3月、サブ・ポップからシングル「ルーズ・イット」を2500枚限定でリリース。1日で即完売し、インディーチャートの1位を記録。
- 4月、プロモーションのために初来日。しかし、ミックはガールフレンドの出産に立ち会うため急遽帰国。代役のベーシストを加えて、六本木のライブハウスで100人足らずの業界関係者を前にプロモーション・ライヴを行う。
- 5月1日、先行シングル「レニー」が全英10位と、初のトップテン入りを果たす。
- 5月15日、1stアルバム『アイ・シュド・ココ』発表。初登場3位を記録。後にその年のマーキュリー・プライズにもノミネートされた。
- 7月3日、「オールライト」をシングルカット（「タイム」との両A面扱い）。全英2位、1ヶ月以上もトップ10入りするバンド最大のヒットを記録。後にアイヴァー・ノヴェロ賞の最優秀コンテンポラリー・ソング部門を受賞している。
- 7月29日、『アイ・シュド・ココ』が遂に全英1位を獲得、3週間トップの座を守った。発売から約2ヵ月後、ボン・ジョヴィやマイケル・ジャクソンを蹴落としての快挙だった。アルバムはイギリスのみで50万枚以上、全世界で100万枚以上を売り上げた。
- 9月 - 10月、正式な初来日公演。まだ演奏する楽曲が少なかったこともあって、アンコール込みで50分というあっという間のパフォーマンスだった。東京・名古屋・大阪にて全5公演。ヴォーカリスト兼ギタリストのギャズ・クームス

1996年

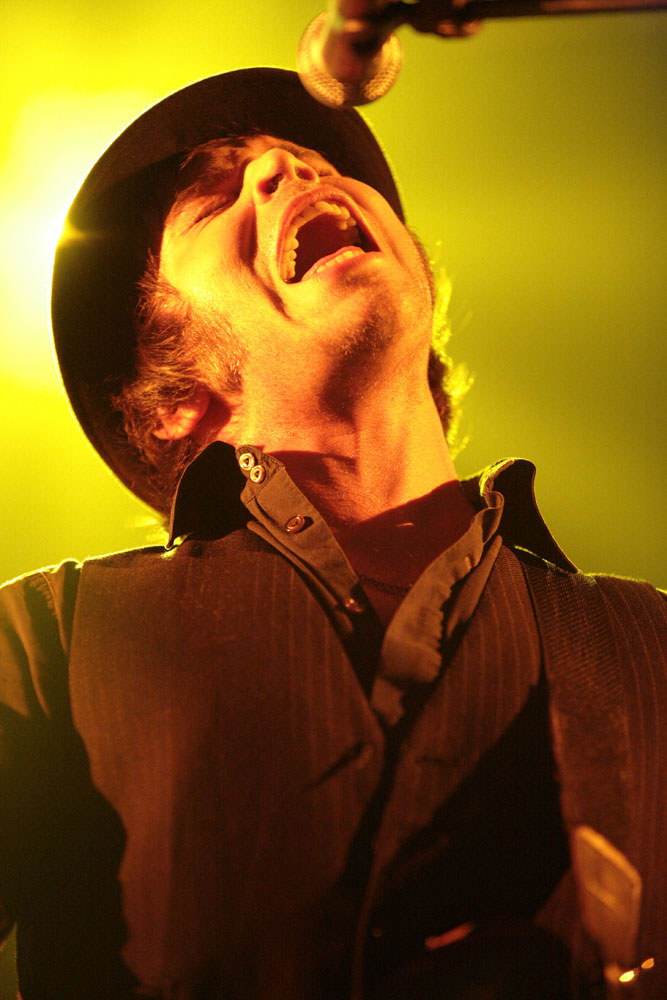
ヴォーカリスト兼ギタリストのギャズ・クームス

- 1月 - 2月、Qアワーズ、ブリット・アワード、NMEアワーズの新人賞を総受賞するという快挙を達成。
- 2月26日、シングル「ゴーイング・アウト」をリリース。チャート5位、10万枚以上を売り上げるヒットを記録。
- 4月、セカンド・アルバムの制作を開始。キーボードのロブ・クームスも全面的に参加し、また前作のエンジニアだったジョン・コーンフィールドの手を借りつつ、メンバー自らがプロデュースをしながらレコーディングが行われた。
- 6月22日、ブラーの大規模なダブリン公演にゲスト出演。3万5千人の観客の前で新曲「リチャード三世」など14曲を披露した。
- 11月、ザ・スミスのトリビュート・アルバム『ザ・スミス・イズ・デッド』に「サム・ガールズ」のカバーを提供。

1997年
- 3月26日、2ndアルバム『イン・イット・フォー・ザ・マネー』を日本で先行発売。ちなみに発売直前に、タイトルにちなんでメンバーがバスキング（路上ライヴで小銭などを稼ぐこと）をしているジャケットに変更されることになったが、日本では差し替えが間に合わかったためそのまま発売された。
- 3月31日、先行シングル「リチャード三世」をリリース。それまでの明るいイメージを覆すヘヴィな曲ながら、チャート2位を記録。
- 4月21日、『イン・イット・フォー・ザ・マネー』を本国で発表。前作から急激な変化を見せた内容は、メディアから幅広く絶賛された。全英2位、プラチナム・セールスを記録し、全世界で100万枚以上を売り上げるなど、セールス面でも成功を収めた。
- 6月9日、「サン・ヒッツ・ザ・スカイ」をシングルカット。10位を記録。アメリカでは「チープスケート」がシングルカットされた。
- 7月、フー・ファイターズのアメリカ・カナダツアー13公演に参加。これ以後、フー・ファイターズとは何度も一緒にツアーを行っている。
- 9月、2度目の来日公演。名古屋・福岡・大阪・東京にて全5公演。
- 10月6日、「レイト・イン・ザ・デイ」をシングルカット。18位を記録。
- 12月、オアシスのウェンブリー・アリーナ3日連続公演にゲスト出演。

1998年
- 5月、3枚目のアルバムのレコーディングのために、前作と同じくセルフ・プロデュースでスタジオ入りする。ミキシングもメンバー自ら行ったため制作が長引き、結局アルバムが全て完成したのは翌年の夏頃となった。
- アルバムのレコーディング以外に、メンバーはそれぞれ課外活動を行っている。
ギャズとミックは、ドクター・ジョンのレコーディングにゲスト参加。2人がギターとベースを演奏した「ヴォイシス・イン・マイ・ヘッド」という曲は、アルバム『アナザー・ゾーン』に収録された。一方、ダニーはガールフレンドのパール・ロウらと「ロジャー」というバンドを結成。唯一のアルバム『ウォーク・イン・ザ・パーク』を発表している。ちなみにどちらのアルバムも日本盤が発売されている。
- 8月、アメリカのコメディ映画『デッド・マン・オン・キャンパス』のサウンドトラックに「ウィ・スティル・ニード・モア」を提供。この曲は元々「レイト・イン・ザ・デイ」のカップリング曲だったが、サントラ用にダスト・ブラザーズのプロデュースで再録音されている。アメリカのみでシングルカットされ、ピラミッド状に積み上げられたテレビの山にメンバーが乗った車が突っ込むという派手なPVも制作された。

1999年
- 5月24日、3rdアルバムからの先行シングル「パンピン・オン・ユア・ステレオ」をリリース。ジム・ヘンソン・クリーチャー・ショップによるマペットを用いたユニークなPVが話題になる。チャート11位を記録。
- 9月6日、先行シングル第2弾「ムーヴィン」をリリース。9位を記録。
- 9月20日、3rdアルバム『スーパーグラス』発表。チャートでは3位、3作連続プラチナム・セールスを記録。メンバーが納得のいくタイトルを思いつかなかったために無題となったが、実質的にはバンド名を冠したセルフ・タイトル扱いされている。レントゲン写真をあしらったアルバムジャケットから、通称「Xレイ・アルバム」とも呼ばれる。
- 11月22日、「メアリー」をシングルカット。この曲のPVはメンバー自ら脚本を手がけて制作した自信作だったが、ホラー映画風のショッキングな表現を問題視したBBCなどから放送禁止の処分を受けてしまった。そのため映像の一部を何故かタマネギの写真に差し替えるという処置がとられたが、結局チャートでは最高位36位止まりだった。ドラマーのダニー・ゴフィー

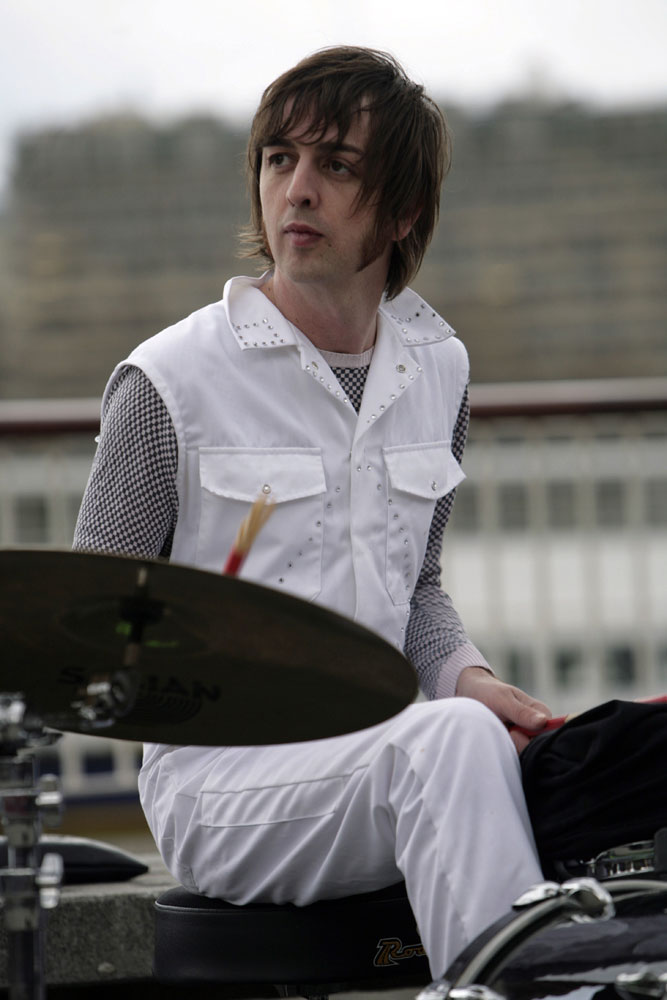
ドラマーのダニー・ゴフィー

### 2000年代
2000年
- 1月、3度目の来日公演。東京・名古屋・大阪にて全4公演。
- 7月、オアシスのダブリン公演、またアラニス・モリセットのイスラエル公演にそれぞれゲスト出演。
- 10月 - 11月、パール・ジャムのアメリカ・カナダツアー18公演に参加。

2001年
- 2月、南フランスのリヴィエラでアルバム用の曲作りを開始。
- 7月7日、レディオヘッドのオックスフォード公演にゲスト出演。
- 10月、4枚目のアルバムのレコーディングをスタート。前作について「自分たちでプロデュースしていなければ、もっと率直な音になったんじゃないか」という反省の元に、プロデューサーにはベックやエールを手がけたトニー・ホッファーを起用[2]。

2002年
- 6月28日、デヴィッド・ボウイ主催のメルトダウン・フェスティバルに出演。4thアルバム収録の新曲を初披露。
- 7月1日、4thアルバムからの先行シングル「ネヴァー・ダン・ナッシング・ライク・ザット・ビフォー」を7インチ盤・1500枚限定でリリース。
- 9月16日、先行シングル第2弾「グレイス」をリリース。13位を記録。
- 9月27日、4thアルバム発売を記念したリリース・パーティを開催。レディオヘッド、プロディジー、スウェード、トラヴィス、ブラー、クーパー・テンプル・クロースのメンバーらが出席し、グレアム・コクソンはステージで「リチャード三世」のカバーを披露した[3]。
- 9月30日、4thアルバム『ライフ・オン・アザー・プラネッツ』発表。T・レックスばりのカラフルなグラム・ロック色の強い作品に仕上がった。チャートでは9位、ゴールド・ディスクを記録。
- 10月、自らのUKツアー16公演のオープニングアクトに、デビューアルバムをリリースしたばかりのザ・リバティーンズを抜擢。
- 12月、フー・ファイターズの欧州ツアー4公演に参加。12月9日のアムステルダム公演では、スーパーグラスの演奏中にテイラー・ホーキンスがドラムで飛び入り参加した[4]。

2003年
- 1月23日、「シーン・ザ・ライト」をシングルカット。カップリングにはニール・ヤングの「ローナー」のカバーを収録。22位を記録。
- 8月4日、「ラッシュ・アワー・ソウル」をシングルカット。この曲のPVではギャズが本物そっくりなホームレス役を演じたが、チャート入りは逃している。
- 9月 - 10月、レディオヘッドの全米ツアー10公演に参加するも、メンバーの家族の病気によりツアー終盤での離脱を余儀なくされる[5]。
- 12月、バンド結成10周年を記念するDVD制作のために、公式サイトを通じてファンから映像の募集を呼びかける。映像はメンバーが映っていればどんな内容でも構わず、コンサートで隠し撮りされたものであれ告発するつもりはないと保証した[6]。

2004年
- 4月、デビュー10周年を記念したUKツアーがスタート。オープニングアクトには、ギャズの弟のチャーリーが在籍していた22-20sを起用。
- 5月24日、新曲「キス・オブ・ライフ」をリリース。23位を記録。
- 6月7日、デビュー10周年を記念して、ベストアルバム『スーパーグラス・イズ・テン-ザ・ベスト・オブ 94-04』と、バンドの歴史を振り返る同名のDVDを発表。アルバムは4位、ゴールド・ディスクを記録。NMEのレビューでは10点満点を獲得している[7]。
- 9月、ベストアルバム発表後のワールド・ツアーの一環で4度目の来日公演を行う。スケジュールの都合から東京のみ全2公演ながら、アコースティック・セットも織り交ぜたベスト・ヒットのライヴを披露した。
- 10月、ヨーロッパ各国・日本・オーストラリア・アメリカなどを回るワールドツアーが無事終了し、フランス・ノルマンディーの納屋を改造して建設した自らのスタジオで5枚目のアルバムのレコーディングを開始[8]。しかし、ダニーがジュード・ロウ夫妻とのスワッピングが原因で家庭崩壊の危機にさらされていたため、2ヶ月ほどバンドを離脱するなど、レコーディングは難航を極める。

2005年
- 6月 - 7月、コールドプレイのスタジアムツアー3公演にゲスト出演[9]。
- 8月8日、先行シングル「サンクト・ペテルブルク」をリリース。22位を記録。
- 8月15日、5thアルバム『ロード・トゥ・ルーアン』発表。フォークロック路線の内省的かつ実験的な内容ながら、メディアからの評価は総じて好意的だった。チャートでは9位を記録し、6作連続で全英トップテン入りを果たした。
- 10月24日、「ロウC」をシングルカット。この曲のPVではメンバーがマーメイドと共演している[10]。
- 12月18日、フー・ファイターズのロンドン・アールズ・コート公演にゲスト出演。

2006年
- 1月2日、「フィン」を7インチ盤とダウンロード限定でシングルカット。
- 1月、5度目の来日公演。東京では第1回のブリティッシュ・アンセムズにヘッドライナーとして出演。また名古屋・大阪ではザ・デッド60sと対バンライヴを行うなど、全3公演。スーパーグラスとしてはこれが最後の来日公演になった。
- 9月10日、中国の野外ロックフェス「北京ポップ・フェスティバル」に出演。ちなみに、スーパーグラスは1997年にチベットを支援するためのコンピレーション・アルバム『ロング・リヴ・チベット』に参加していたが、なぜか出演が実現している。ベーシストのミック・クイン

2007年

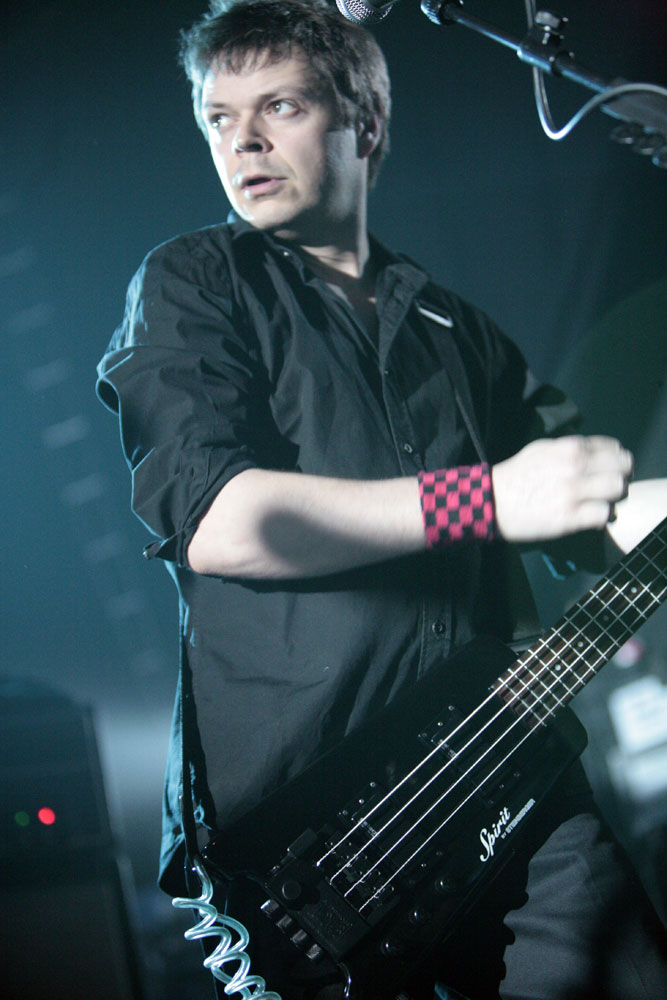
ベーシストのミック・クイン

- メンバーが大ファンのデヴィッド・ボウイが使用したことがあるからという理由で、ドイツ・ベルリンのハンザ・スタジオで6枚目のアルバムのレコーディングがスタート。プロデューサーには、パブリック・イメージ・リミテッドやギャング・オブ・フォーなどを手がけたニック・ローネイを起用。
- 6月 - 7月、アークティック・モンキーズのダブリン・マンチェスターツアー全4公演にゲスト参加。
- 8月31日、ミックがフランス・トゥールーズの別荘にて、トイレに行くために寝ぼけて歩き回っているうちに、2階の窓から落下。脊椎を骨折し、全治数ヶ月の重傷を負うという事故が起きる。ギャズは「あのバカ者が早く良くなることを願ってる。奴は間違いなく全快する。タフな奴だからな」とコメント[11]。

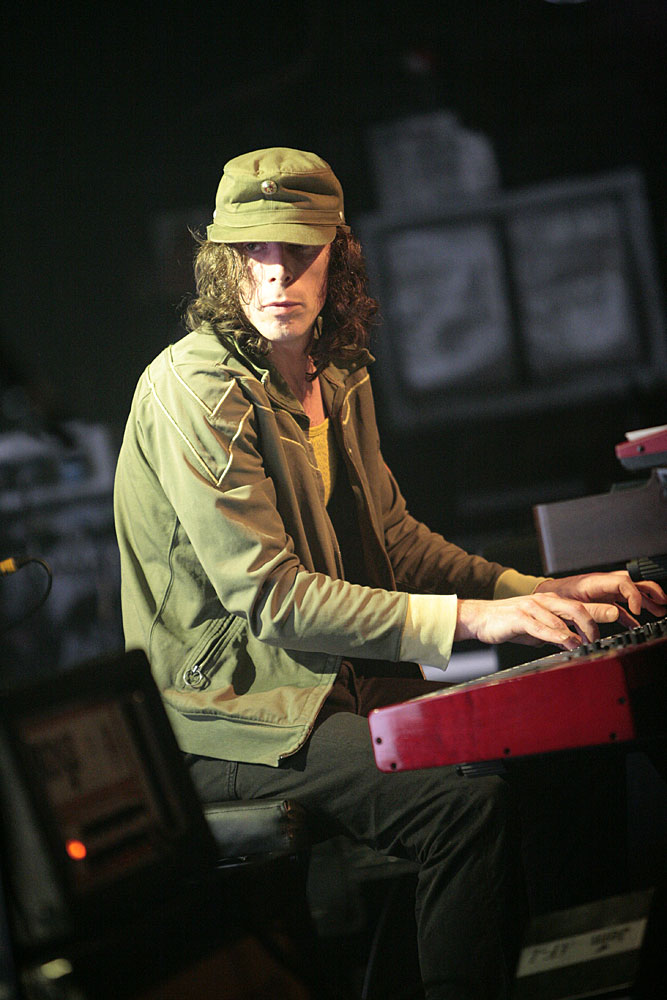
キーボーディストのロブ・クームス

- 11月、ギャズとダニーは「ダイアモンド・フー・ハ・メン」というデュオを結成したことを発表。ミックが回復するまで2人でイギリス国内を回る小規模なツアーを行った。このツアーではスーパーグラスの楽曲に加えて、マイケル・ジャクソンの「ビート・イット」を披露。

2008年
- 1月14日、6thアルバムからの先行シングル「ダイアモンド・フー・ハ・マン」を7インチ盤・1500枚限定でリリース。ミックの怪我により、PVにはスーパーグラスに代わってダイアモンド・フー・ハ・メンが出演した。
- 2月26日、ダイアモンド・フー・ハ・メンの活動を収めた動画の一部をYouTube上で公開。それを見たトム・ヨークが面白がって自らのブログで紹介して話題になる[12]。
- 3月17日、先行シングル第2弾「バッド・ブラッド」をリリース。73位にとどまる。
- 3月24日、6thアルバム『ダイアモンド・フー・ハ』発表。内省的な前作の反動から、ストレートなロック・アルバムに仕上がっている。チャートではここ数年のロックの不振の影響もあり、最高位19位と初めてトップテン入りを逃した。
- 6月30日、「レベル・イン・ユー」をシングルカット。EMIからシングルカットにかかる費用を出すことを拒否されたため、自主レーベル「スーパーグラス・レコーズ」からの唯一のリリースとなった。公式サイトを通じて7インチ盤・1500枚限定で発売され、最初の200枚にはもれなくメンバー全員のサインが付いていた。
- 6 - 7月、フー・ファイターズのウェンブリー・スタジアムでの2日連続公演、および全米ツアー11公演に参加。
またザ・フーのトリビュート番組では、ギャズがフー・ファイターズと共演。「バーゲン」（アルバム『フーズ・ネクスト』収録曲）のカバーを披露した[13]。
- 8月4日、ダイアモンド・フー・ハ・メンのロキュメンタリーDVD『Glange Fever』が発売（日本未発売）。
- 10月、「バッド・ブラッド」のPVが、UKミュージック・ビデオ・アワーズの最優秀ロック・ビデオ部門を受賞。
- 12月、デビュー時から所属していたEMIとの契約を更新しないことを正式に発表。後にダニーは「会社がいろいろ変わって、オレたちと契約した人もいなくなっちゃったから出ることにした」とコメント[14]。キーボーディストのロブ・クームス

2009年
- ダイアモンド・フー・ハ・メンのライヴを見たナイジェル・ゴッドリッチから誘いを受けて、ギャズとダニーはナイジェルと一緒にカバー曲のレコーディングを行う。
- 6月、ギャズとダニーがカバーバンド「ザ・ホットラッツ」を結成したことを発表。
- 12月18日、オックスフォードで「サンタグラス」と銘打ったスーパーグラスのクリスマスライヴを開催。新曲「Hip Replacement」も初披露されたが、これが地元オックスフォードで行われた最後のライヴになった。
- 12月23日、ホットラッツのカバーアルバム『ターン・オンズ』が日本先行発売（その他の国では翌年1月に発表）。セックス・ピストルズ、デヴィッド・ボウイ、ビースティー・ボーイズ、ザ・キュアー、ピンク・フロイド、ザ・ドアーズ、ヴェルヴェット・アンダーグラウンド、ロキシー・ミュージック、ザ・キンクス、エルヴィス・コステロ、スクイーズらのカバー曲が収録された。

### 2010年代
2010年
- 1月8日、東京渋谷DUO MUSIC EXCHANGEにてホットラッツの初来日公演が行われる。その後、ニューヨーク・ロサンゼルス・メキシコ・ロンドン・パリを回るワールド・クラブツアーを敢行。
- 1月、スーパーグラスの7枚目のアルバム『Release the Drones』の詳細が明らかに。アルバムはほぼ完成間近で、5月にクッキング・ヴァイナルから発表予定。内容は、クラウト・ロックやドローン・ミュージックの影響を受けていると明かされた[15]。
- 3月、『Release the Drones』の発売延期を発表。この頃、ギャズがスーパーグラスの解散をメンバーに提案する[16]。後にミックは「メンバーがアルバムで違ったサウンドを求めるようになって、それがバンドを解散する理由のひとつとなった」と説明した[17]。
- 4月12日、「十七年目の浮気」と題された解散声明を突如発表。
「長年、俺たちをサポートしてくれたみんな、ありがとう。俺たち、まだお互いを愛し合っている。でも、よくある話だが、音楽的な違いにより別の道を歩むことになった。もちろん、俺たちはお互いの将来の成功を祈っている」[18]。
- 6月、フェアウェル・ツアーがスタート。グラスゴー（8日）、マンチェスター（9日）、ロンドン（10日）、フランス・パリ（11日）の全4公演。サポートアクトにはギャズの弟のバンド、チャーリー・クームス&ザ・ニュー・ブリードを起用。また、スーパーグラスと交流があったザ・コーラルがマンチェスター公演に、テイラー・ホーキンス&ザ・コートテイル・ライダーズがロンドン公演にそれぞれゲスト出演している。
このさよならツアーのセットリストは、『ダイアモンド・フー・ハ』から『アイ・シュド・ココ』までの各アルバムの代表曲を逆時系列に演奏していくという構成。アンコールでは、近年ほとんど演奏されることのなかった「オールライト」とデビュー曲「コウト・バイ・ザ・ファズ」を演奏して締めくくった[19]。
- 6月、ダニーがベイビーシャンブルズのヨーロッパツアーに参加（正式加入には至らず）。

2012年
- 5月、ギャズがソロとしての1stアルバム『ヒア・カムズ・ザ・ボム』発表。スーパーグラスの『アイ・シュド・ココ』のプロデューサー、サム・ウィリアムスとの共同プロデュースで、ほぼすべての楽器を自ら演奏している。
- 6月23日、日本での所属レーベルであるホステス・エンタテインメントが主催するHostess Club Weekenderにギャズが出演（ソロとしての初来日）。

2014年
- 5月、ジョン・ルイスのテレビCM用に、ギャズによるキンクスのカバー「This Time Tomorrow」が起用される。

2015年
- 1月、ギャズが2ndアルバム『マタドール』発表。全英トップ20入りする成功を収めるとともに、その年のマーキュリー・プライズにもノミネートされた（スーパーグラスの『アイ・シュド・ココ』以来20年ぶりのこと）。
- 3月18日、ギャズがビルボードライブ東京でのソロ公演のため来日（1日2回公演）。演奏曲はほとんどがソロ曲で構成されていたが、セカンドステージでは、スーパーグラスの「Moving」も披露された。
- 3月、ミックがスワーヴドライヴァーにサポートメンバーとして加入。
- 10月、ダニーがソロプロジェクト「Vangoffey」のデビューアルバム『Take Your Jacket Off & Get Into It』発表。
- 11月、1stアルバム『アイ・シュド・ココ』が発売20周年記念のデラックス盤として再発。アルバム本編のリマスターに加え、B面曲やデモ、ライヴ音源などを追加した三枚組。

## ミュージシャンズ・ミュージシャンとしての評価
2005年、ミュージシャンの投票によって受賞者が決定するMUSOアワーズにおいて、ギャズは最優秀男性ヴォーカリストに選ばれている。このエピソードからわかるように、スーパーグラスはミュージシャンの間での評価が高いことで知られている。
- ヴァインズのクレイグ・ニコルズ：「理想的な成長をしていて尊敬できるバンド」[21]

- アークティック・モンキーズ：「スーパーグラスは素晴らしいライヴ・アクトだ。俺たちの大好きなアーティストだよ。一緒にプレイするのを楽しみにしてる」[22]

- オアシスのリアム・ギャラガー：2009年のインタビューで、ブリットポップについて「ひでえバンドも山ほどいた。たぶんまともなのと言ったら、オアシスとスーパーグラスくらいで…その他の連中はただのパロディさ！スーパーグラスはまさにブリットポップって感じだよな」と発言している[23]。

- ブラーのデーモン・アルバーン：スーパーグラスがデビューして間もない頃に「このバンドは間違いなく今年のNO.1 UKバンドになる」と断言し、ブラーのロンドン公演のサポートアクトに抜擢するなど、彼らがブレイクするのに一役買っている。

- ブルートーンズのマーク・モリス：「スーパーグラスについては一日中でも話せるよ！ものすごくいいバンド」[24]

- 元ジェリーフィッシュのジェイソン・フォークナー：「ギャズはマジックを持ってる」「スーパーグラスのファーストは最高だったろ？あれぞ真のパワー・ポップだと思うな」[25]

- キュアーのロバート・スミス：「オールライト」について、「頭がおかしくなるくらいハッピーで泣きそうになる！」と、お気に入りの曲に挙げている。またフェスで共演した際には「お前たちを見てると俺らの若い頃を思い出す」とメンバーに声をかけたという[26]。

- ゲイ・ダッドのクリフ・ジョーンズ：「僕が一番好きなイギリスのバンドはスーパーグラスなんだ。彼等もトリオなのに、あれだけ凄いサウンドを作れるのは驚きだよ。実はこの前ダニーが『新しい方向性を模索中なんだ』なんて言うから、思わず『お願いだ！君たちは最高なんだよ！今のままで最高なんだから変わらないで欲しい』って言ったんだ(笑)。彼らには本当に大きな影響を受けたからね」[27]

- くるり：くるりのメンバーはスーパーグラス好きを公言している。
フロントマンの岸田繁は、「スーパーグラスは歌とベースが凄く好きなんです。ベーシストの名前すら知りませんが、彼の演奏を聴いてると、一聴地味なベースが、なんかロック音楽のバンド演奏への夢（？）を奏でてくれていたというか、知らん間に背中を押されていました。歌詞が英語なので意味は分かりませんが、歌ってる彼の声を聴くと、なんか先輩に憧れるみたいな変な気持ちになりました。うまいこと説明できませんが、ほんまに好きなバンドでした。（解散は）別に悲しくないけど、死ぬまでたまに聴き続けると思う」とコメントしている[28]。
2012年のシングル「everybody feels the same」には、オアシス、ブラー、ハッピー・マンデーズと並んでスーパーグラスが歌詞に登場している。

- ストレイテナーのホリエアツシ: 「スーパーグラスは青春のひとつ」と、リスペクトを表明している。ギャズとの対談の際には、「ソロを聴いても思うけど、ギャズはすごく音楽が好きな……もちろん、自分もアーティストだから、その視点から見て、すごく音楽が好きなアーティストだなと思いますね。それはスーパーグラスの時もアルバムが出るごとにちょっと作風が変わったりとか、新しい音になったかと思えば、ちょっと古い音に移っていったりとか。それがホントに音楽を楽しんでるっていうのを感じるというか」とコメントしている[29]。

- フー・ファイターズ、レディオヘッド、オアシス、ブラーといったバンドは、たびたびスーパーグラスを自らのツアーのサポートアクトに起用している。また、スーパーグラスはコールドプレイやアークティック・モンキーズといった後輩バンドからのサポートアクトのオファーも快く引き受けている。

- スウェードのブレット・アンダーソンは、「過小評価されているバンド」にスーパーグラスを選んでいる（ちなみに「過大評価されているバンド」にはレディオヘッドを選んでいる）。

- マイ・ケミカル・ロマンスのジェラルド・ウェイは、スーパーグラスを含めたブリットポップから多大な影響を受けており、ソロデビュー後にギャズと対談している[30]

- マルーン5のジェシー・カーマイケル、ファラーのジェズ・アシャースト、リトル・バーリーのバーリー・カドガン、ASIAN KUNG-FU GENERATIONの後藤正文と喜多建介は、フェイヴァリット・バンドとしてスーパーグラスの名前を挙げたことがある。

- フラテリス、カイザー・チーフス、クークスなど、2000年代のロックンロール・リバイバル以降のバンドはスーパーグラスからの影響を指摘されることが多い。リバティーンズのカール・バラーは、自身が影響を受けた曲としてスーパーグラスの「シッティング・アップ・ストレート」を選んでいる。

## その他のエピソード
- メンバーのルックス（とくにギャズ）からサルにたとえられることが多い。サポート・メンバーのチャーリー・クームス

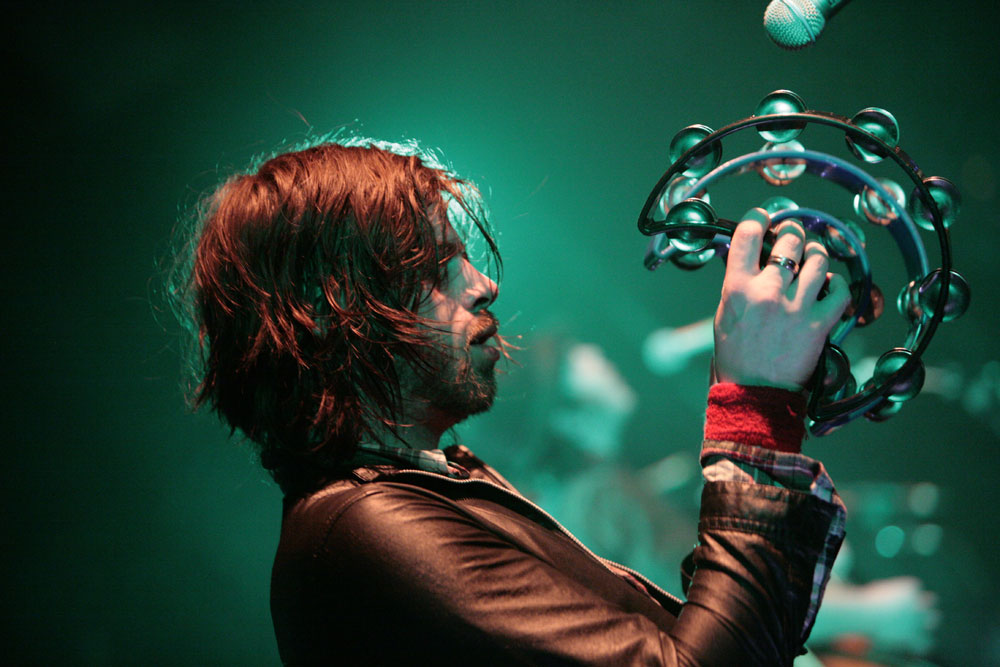
サポート・メンバーのチャーリー・クームス

- デビュー当時はアイドル的な人気もあり、雑誌オリーブの表紙を市川実日子と一緒に飾ったり、「オールライト」のPVを見たスティーヴン・スピルバーグから「『ザ・モンキーズ・ショー』のようなテレビ番組を作らないか」と打診されたことがあった[31]。
- 同時代にオアシスやブラーなど強力なバンドがひしめき合っていたこともあり、「Everyone's Second Favourite Band（みんなが2番目に好きなバンド）」とも自称していた。
- バンド名の「Supergrass」は、「（警察への）密告者」もしくは「強力なマリファナ」を指すスラングからとられている。
- 『死ぬまでに聴きたいアルバム1001枚』("1001 Albums You Must Hear Before You Die")には、『アイ・シュド・ココ』と『イン・イット・フォー・ザ・マネー』の2枚が選出されている。
- 本国イギリスではロック・フェスティバルの常連バンドだったが、日本のフジロックフェスティバル・サマーソニックには一度も出演したことはない。
- 2010年4月12日（日本時間13日）に突然の解散を発表した際には、Yahoo! JAPANのトップページでも報じられた。

## ディスコグラフィ

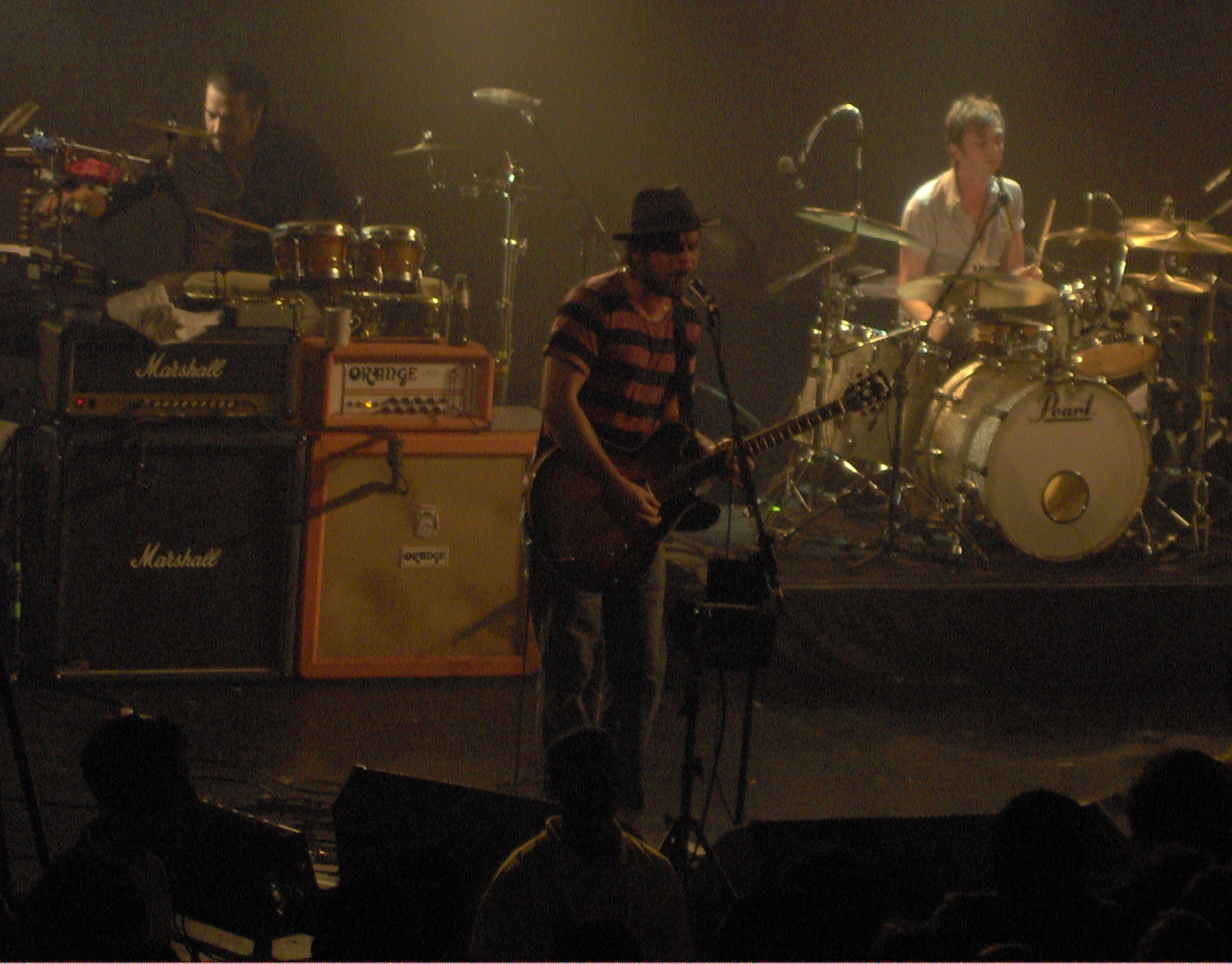
2005年、バーミンガム公演

### スタジオ・アルバム
- 『アイ・シュド・ココ』 - I Should Coco (1995年) ※全英1位
- 『イン・イット・フォー・ザ・マネー』 - In It for the Money (1997年) ※全英2位
- 『スーパーグラス』 - Supergrass (1999年) ※全英3位
- 『ライフ・オン・アザー・プラネッツ』 - Life on Other Planets (2002年) ※全英9位
- 『ロード・トゥ・ルーアン』 - Road to Rouen (2005年) ※全英9位
- 『ダイアモンド・フー・ハ』 - Diamond Hoo Ha (2008年) ※全英19位

### コンピレーション・アルバム
- 『スーパーグラス・イズ・テン-ザ・ベスト・オブ 94-04』 - Supergrass Is 10 (2004年) ※全英4位